# Олень (станция)
Олень — железнодорожная станция Сахалинского региона Дальневосточной железной дороги.

## История
Станция открыта в 1941 году в составе пускового участка Поронайск — Победино.
20 августа 1945 года станция освобождена советскими войсками.

## Описание
Станция состоит из двух путей колеи 1067 мм, все неэлектрифицированные. У первого пути расположена низкая посадочная платформа с вокзал. От станции расходятся подъездные пути.

## Деятельность
По параграфу станция способна осуществлять небольшие грузовые отправления со складов и на открытых площадках, а также продажу пассажирских билетов. На станции останавливаются пассажирские поезда (кроме скорого поезда № 001/002 сообщением Южно-Сахалинск — Ноглики), курсирующие между Южно-Сахалинском, Тымовском и Ногликами. В летний период назначается пригородный поезд Поронайск — Победино, имеющий остановку на станции.